# Kawakita
Kawakita (川北町?) è una cittadina giapponese della prefettura di Ishikawa.